# Antônio Wilson Vieira Honório
Antônio Wilson Vieira Honório bedre kendt som Coutinho (født 11. juni 1943 i Piracicaba, Brasilien, død 11. marts 2019) var en brasiliansk fodboldspiller (angriber), der med Brasiliens landshold vandt guld ved VM i 1962 i Chile. Han var dog ikke på banen i turneringen. I alt nåede han at spille 15 landskampe og score seks mål
Moacyr spillede på klubplan primært for Santos FC i hjemlandet. Her var han klubkammerat med andre store brasilianske landsholdsstjerner som f.eks. Pelé og Pepe. Han vandt adskillige nationale og internationale titler med klubben.